# 斛律金
斛律 金（こくりつ きん、488年 - 567年）は、中国の北魏末から北斉にかけての軍人。字は阿六敦。朔州勅勒部の出身。

## 経歴
北魏の光禄大夫の斛律大那瓌の子として生まれた。騎射を得意とし、用兵は匈奴の法を学び、塵を見て敵軍の数を知り、地を嗅いで敵軍の遠近を知ったといわれる。はじめ軍主となり、懐朔鎮将の楊鈞とともに柔然の阿那瓌を北方に送った。後に阿那瓌が高陸に侵入すると、斛律金はこれを阻んで撃破した。正光5年（524年）、破六韓抜陵が乱を起こすと、斛律金は部衆を率いて従い、王号を受けた。破六韓抜陵の敗北を察すると、部下の万戸を率いて雲州で降伏し、第二領民酋長の位を受けた。南の黄瓜堆に出たところ、杜洛周に敗れて、部衆はばらばらになり、斛律金と兄の斛律平の二人は脱出して爾朱栄に帰順した。斛律金は別将となり、都督に累進した。建義元年（528年）、孝荘帝が即位すると、阜城県男の爵位を賜り、寧朔将軍・屯騎校尉の位を加えられた。従軍して葛栄・元顥を破り、戦功を挙げて鎮南大将軍の位を加えられた。
普泰元年（531年）、爾朱兆らが乱を起こし、高歓が信都で起兵して鄴を攻めると、斛律金は信都の留守を守り、恒雲燕朔顕蔚六州大都督を領して、後事を委ねられた。李脩を撃破して、右光禄大夫の位を加えられた。高歓と鄴で合流して、晋陽の平定に従い、爾朱兆を追撃して滅ぼした。太昌元年（532年）、汾州刺史・汾州大都督となり、侯に爵位を進めた。高歓に従って紇豆陵を黄河の西で破った。天平元年（534年）、東魏が建国されると、斛律金は歩騎3万を率いて風陵に駐屯し、西魏との戦いに備えた。天平4年（537年）、高歓に従って沙苑で戦い、東雍の諸城が西魏に奪われると、尉景・厙狄干らとともに攻撃して奪回した。元象元年（538年）、宇文泰が大挙して河陽に来攻すると、高歓はこれを迎え撃ち、斛律金は別道を通って太州に向かい、掎角の勢となった。斛律金は晋州に到着すると、行台の薛修義とともに喬山の敵を包囲した。高歓が突如やってきてともにこれを平定し、高歓の下で南絳・邵郡などの数城を攻略した。武定元年（543年）、北豫州刺史の高仲密が城西に拠って叛き、宇文泰が洛陽を攻撃した。斛律金は劉豊・歩大汗薩ら歩騎数万を率いて河陽城を守り、これを阻んだ。高歓に従って高仲密を破り、軍を返すと、大司馬に任ぜられ、石城郡公に改封され、邑1000戸を受け、第一領民酋長に転じた。武定3年（545年）、高歓が軍を二道に分けて山胡を襲撃した。高歓は北道に出て赤谼嶺を越え、斛律金は南道軍司となって黄櫨嶺を越えた。高歓と斛律金は烏突戍で合流して、山胡を撃破した。凱旋すると、斛律金は冀州刺史として出向した。武定4年（546年）、斛律金は高歓と晋州で合流し、玉壁攻撃に従った。高歓が病のため兵を退くと、斛律金に勅勒の歌をうたわせ、高歓もこれに唱和して涙を流した。
武定5年（547年）、高澄が高歓の後を嗣ぐと、侯景が潁川に拠って西魏に降ったため、斛律金は潘楽・薛孤延らを率いて河陽を守った。西魏は大都督の李景和・若干宝らに侯景を助けさせようとした。斛律金は軍を広武にとどめてこれを押さえたので、李景和らは退却した。肆州刺史となり、宜陽に楊志・百家・呼延の三戍を築かせ、守備を置いた。侯景が南豫州に逃れ、西魏の儀同三司の王思政が潁川に入った。高澄は高岳・慕容紹宗・劉豊らに王思政を包囲させた。また斛律金は彭楽・可朱渾元らを率いて河陽に出て、西魏本国と潁川の連絡を遮断した。斛律金は軍を率いて潁川を攻撃し、平定した。また崿阪関から宜陽に米を送り、西魏の九曲戍の将の馬紹隆を撃破した。功績により別封として安平県男を受けた。
天保元年（550年）5月に北斉が建国されると、6月に斛律金は咸陽郡王に封じられた。天保3年（552年）、太師に任じられた。文宣帝に従って奚を攻撃した。天保4年（553年）、肆州刺史の任を解かれ、太師として晋陽に帰還した。次男の斛律羨が武衛大将軍となり、孫の斛律武都が義寧公主を妻に迎えて、一族も栄華をほこった。天保5年（554年）、文宣帝が山胡を討つと、斛律金は顕州道から攻撃して破った。
柔然が突厥に破れて部落が離散し、北斉の辺境を犯すようになると、斛律金は2万騎を率いて白道に駐屯して備えた。豆婆吐久備らが西遷しようとするのを追撃して、これを捕らえた。また茹茹但鉢の斥候を捕らえて文宣帝のもとに送り、北伐すべき情勢を述べた。文宣帝は斛律金とともに北伐し、2万戸あまりを捕虜として凱旋した。天保8年（557年）4月、斛律金は右丞相に進んだ。天保10年（559年）11月、左丞相に転じた。
皇建元年（560年）、孝昭帝が即位すると、長男の斛律光の娘が皇太子妃となった。太寧元年（561年）、武成帝が即位すると、また斛律光の別の娘が皇太子妃となった。斛律光が大将軍となり、次男の斛律羨と孫の斛律武都がともに開府儀同三司となって、そのほかの子孫もみな侯に封じられた。一門から一皇后、二太子妃、三公主を出して全盛をほこった。斛律金自身は漢の梁冀の故事のように外戚としていずれ誅滅の憂き目に遭うことをおそれ、隠居を望んだが、許されなかった。天統3年（567年）閏6月辛巳、80歳で死去した。仮黄鉞・使持節・都督朔定冀并瀛青斉滄幽肆晋汾十二州諸軍事・相国・太尉公・録尚書事・朔州刺史の位を追贈され、諡を武といった。長男の斛律光が後を嗣いだ。

## 伝記資料
- 『北斉書』巻17 列伝第9
- 『北史』巻54 列伝第42